# 카우보이 밴자이의 모험
카우보이 밴자이의 모험(The Adventures Of Buckaroo Banzai Across The 8th Dimension)은 미국에서 제작된 W.D. 라이크터 감독의 1984년 영화이다. 피터 웰러 등이 주연으로 출연하였다.

## 출연

### 주연
- 피터 웰러

### 조연
- 존 리스고